# Ganghwa (wyspa)
Ganghwa – wyspa w Azji Północno-Wschodniej, położona na Morzu Żółtym. Wyspa jest położona u wybrzeży rzeki Han-gang, w pobliżu miasta Gimpo. Chociaż należy do Korei Południowej, jest oddalona od granicy obu Korei zaledwie o kilkaset metrów.
Wyspa znana jest z prehistorycznego cmentarzyska - znajdują się na niej setki dolmenów, czyli megalitycznych grobowców zbudowanych z płyt kamiennych, które zostały wkopane w ziemię. Obiekty wchodzące w skład cmentarzyska są datowane na I tysiąclecie p.n.e. Podobne ich skupiska znajdują się w regionach Gochang i Hwasun. W 2000 roku wyspa Ganghwa została wpisana na Listę światowego dziedzictwa UNESCO.